# 荷里活報道
《荷里活報道》（英語：The Hollywood Reporter，簡稱為，又譯為《好莱坞报道者》）是一本美國數碼及實體印刷的雜誌及網站，重點關注荷里活電影、電視節目及娛樂界。它由威廉·威爾克森於1930年9月1日創辦，是以日報的形式發行，是娛樂界行內兩大報刊之一（另一份是《綜藝》）。它在2010年隨著網站改組而改為每周一次的大幅面印刷雜誌。
其總部位於洛杉磯，《THR》是廣告牌-好萊塢記者媒體組的一部分，該公司的其他雜誌還包括《告示牌》和《SpinMedia》。它是由托德·波利共同創立的控股公司埃爾德里奇產業所有，那是其前任老闆古根海姆合夥人及埃爾德里奇產業的高管。

## 發展史

### 早期
《荷里活報道》是由威廉·比利·威爾克森（1890年-1962年）成立，成為荷里活的首份日常娛樂報章。它的第一版於1930年9月3日發行，並以威爾克森首頁的專欄「貿易看法」作為頭版，此專欄頗具影響力。該報章在首10年裡於周一至周六出版（除了一小段時間外），然後於1940年改為周一至周五出版。威爾克森一直營運1962年9月去世，儘管他的最後一篇專欄文章於去世的18個月前發表。威爾克森的妻子蒂琪·威爾克森·卡塞爾在丈夫去世後接任成為出版人兼總編輯。

### 荷里活黑名單
從1930年代後期開始，威爾克森利用《荷里活報道》推動該行業是共產黨據點的觀點。特別是他反對劇本作者工會，即劇作家協會，他稱之為「紅色灘頭堡（Red Beachhead）」。1946年，該協會考慮建立一個美國作者協會為作者擁有版權，而不是把擁有權轉移給工作室。威爾克森於1946年7月29日於其專欄「貿易看法」探討此問題，標題為《約瑟夫·維薩里奧諾維奇·史達林的投票》。他在出版之前到過苦修聖事供認，得知它會造成損害，但顯然受到牧師的鼓勵繼續進行。
該專欄包括了在該行業的首個名字，包括了及霍華德·科赫。在成為《荷里活黑名單》前，被稱為「比利的名單」。威爾克森提到的11人中，其中有8人列於「荷里活十君子」裡，他們都被眾議院非美活動調查委員會在1947年的聽證會後列入黑名單。當威爾克森去世後，他的《荷里活報道》訃告中說他已掌握「已命名的名字、化名和卡號，並且被廣泛認為主要負責防止共產黨員確立參與荷里活的製作。」
1997年，《荷里活報道》記者大衛·羅伯（David Robb）撰寫了一篇有關該報章介入的故事，但遭到編輯羅拔·道林（Robert J. Dowling）拒絕。2012年，在黑名單成立65週年之際，《荷里活報道》記者加里·鮑姆（Gary Baum）及丹尼爾·米勒（Daniel Miller）發表了一篇有關對威爾克森角色冗長的調查文章。同一版本還帶出威爾克森的兒子威爾克森三世（W. R. Wilkerson III）致歉的文章， 他寫道其父親由於挫敗了擁有工作室的野心而出於復仇鼓舞的動機。

### 1988年至2008年
1988年4月11日，蒂琪·威爾克森·卡塞爾以$2,670萬美元的價格把該報章賣給隸屬於《波士頓環球報》的《告示牌雜誌》。羅拔·道林（Robert J. Dowling）於1988年成為《荷里活報道》的總裁，並於1991年擔任主編和發行人。1990年，道林聘請了阿歷克斯·本·布洛（Alex Ben Block）擔任編輯。布洛和泰瑞·里澤爾（Teri Ritzer）削弱了在威爾克森的論文中許多很突出的轟動效應和任人唯親。1994年，《告示牌雜誌》以$2.2億美元的價格把該報章賣給荷蘭語出版業聯隊（VNU）。
布洛離職後，《綜藝》的前電影編輯安妮塔·布希（Anita Busch），在1999年至2001年之間擔任編輯。布希因使該報章與《綜藝》具有競爭力而獲得讚譽。在2005年11月，托尼·厄普霍夫（Tony Uphoff）擔任發行人之職。在2006年3月，由黑石（Blackstone）及KKR領導的一個私募股權財團，兩者均與美國的保守派運動有聯繫，他們與VNU的其他資產一起收購了《荷里活報道》。它跟《AdWeek》和《AC尼爾森》組成尼爾森NV。

### 2009年至今
2009年12月，由合眾資本管理公司（Pluribus Capital Management）及古根海姆合夥人新成立的公司普羅米修斯全球媒體（Prometheus Global Media），以及由占美·芬克爾斯坦（Jimmy Finkelstein）任行政總裁的《新聞傳播（News Communications）》的母公司—《國會山報》，眾公司從尼爾森商業媒體公司（Nielsen Business Media）收購了《好萊塢報導》。它承諾投資品牌並發展公司。《康泰纳仕》的前行政總裁的理查德·貝克曼，被任命為行政總裁。
2010年，貝克曼從古根海姆合夥人及合眾資本管理公司的手中收購了《好萊塢報導》，並聘請了《美國周刊》的前總編珍妮絲·敏（Janice Min）來除去現存的日常貿易報章，並將其改寫成一本以亮光紙印的大幅面周刊。《好萊塢報導》以周刊形式重新發行，並且伴隨著經過改造的網站，使它能夠報導突發新聞。初次報告發布的8個月後，《紐約時報》注意到《好萊塢報導》產生了許多消息，補充指以亮光紙印的新格式似乎於其「稀少的受眾特徵」方面取得成功，說：「他們設法以每周的形式來改變話題...大相片、很棒的紙料和出色的設計在這裡都是一種麻醉劑。」
2013年2月，《紐約時報》回到了《好萊塢報導》，提交了一份關於該雜誌曾在洛杉磯的餐廳Spago舉辦《奧斯卡金像獎》提名人聚會的報告。《紐約時報》注意到眾多上層名流們的出席，暗指《紐約時報》提到許多荷里活內部人士現在將《好萊塢報導》稱為「新的名利場」。
自從聘請了珍妮絲·敏以後，廣告銷售增長了50％以上，而該雜誌網站的流量增長了800％。
自2014年1月以來，《好萊塢報導》由聯合主席珍妮絲·閔（Janice Min）及約翰·阿馬托（John Amato）領導。

## 擁有權的變遷
2006年10月，約翰·基爾庫倫（John Kilcullen）取代了托尼·厄普霍夫（Tony Uphoff）擔任《告示牌雜誌》的發行人。基爾庫倫是《告示牌雜誌》臭名昭著的「假陽具」訴訟案的被告，當中他被指控種族歧視和性騷擾。VNU在法院台階上解決了訴訟。基爾庫倫於2008年2月以追求自己作為企業家的熱情而「退出」了尼爾森。負責內容和讀者的副總裁馬修·金（Matthew King）、編輯總監霍華德·伯恩斯（Howard Burns），以及和執行主編彼得·普賴爾（Peter Pryor）於2006年12月的裁員潮中離開了報章；而在整個行業中廣受尊敬的編輯辛菲雅·利特爾頓（Cynthia Littleton），直接向基爾庫倫匯報。
當利特爾頓於2007年3月離開崗位到《綜藝》擔任編輯工作時，《荷里活報道》受到另一個打擊；網頁編輯格倫·阿貝爾（Glenn Abel）許在該報章工作16年後也離職了。
古根海姆合夥人在2015年12月17日宣布，將會把普羅米修斯（Prometheus）媒體資產出售給其高管托德·勃利（Todd Boehly）。該公司於2017年2月出售給埃爾德里奇產業。2018年2月1日，埃爾德里奇產業宣布將其媒體資產與媒體權利產業合併，從而成立原子媒體（Valence Media）。

## 編輯與出版人

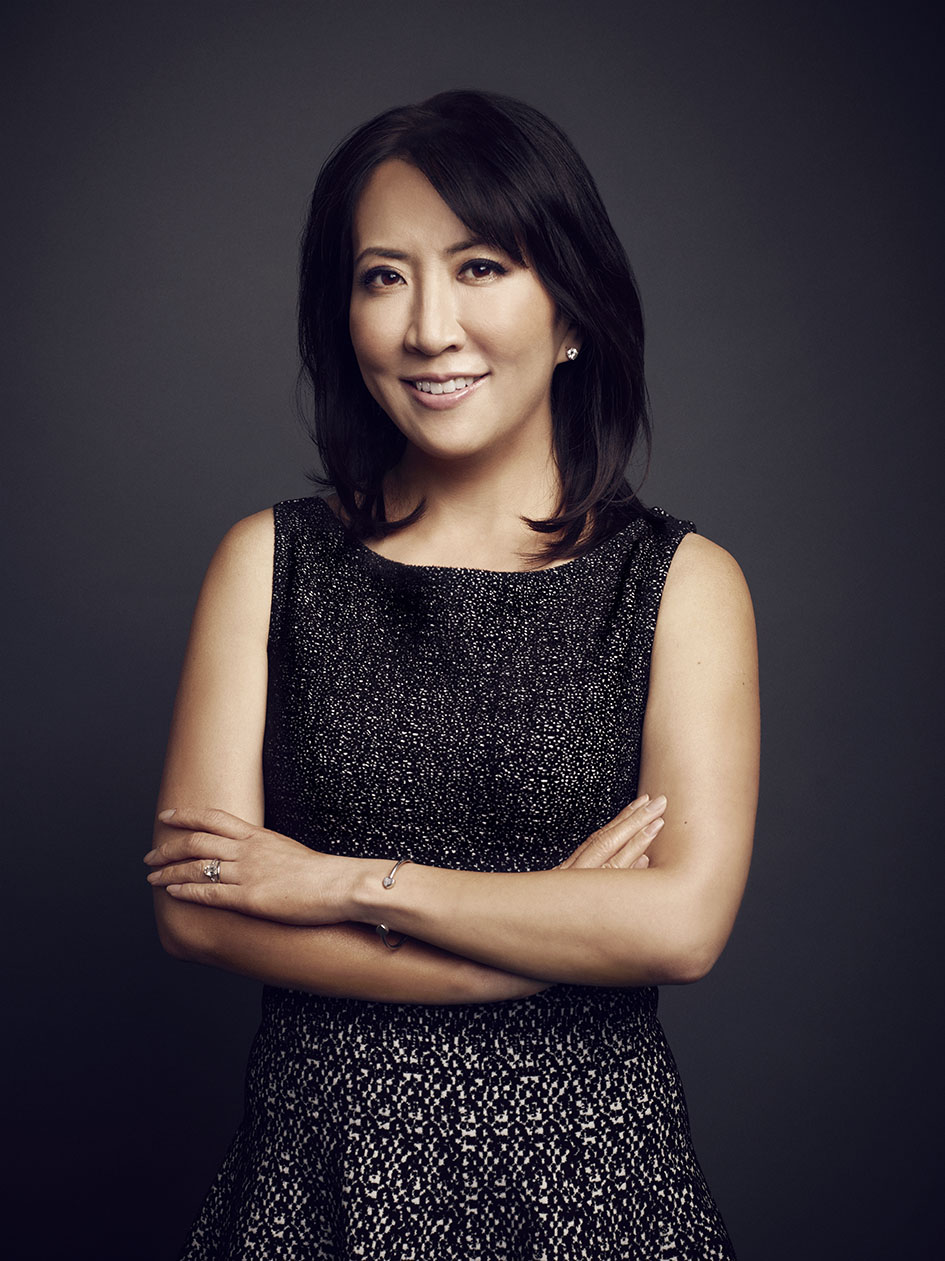
《荷里活報道》自2010年的總編，珍妮絲·閔

《荷里活報道》的歷任總編輯包括了1990年至1999年的亞歷克斯·本·布洛克（Alex Ben Block）、1999年至2001年的安妮塔·布希（Anita Busch）、2001年至2006年的霍華德·伯恩斯（Howard Burns）、2005年至2007年的辛菲雅·利特爾頓（Cynthia Littleton）、2007年至2010年的伊莉莎白·蓋德（Elizabeth Guider）和2010年至2017年的珍妮絲·閔。
在2007年4月，業內資深人士的埃里克·米卡（Eric Mika）被任命為《荷里活報道》新成立的高級副總裁一職，兼任該雜誌的出版總監。埃里克·米卡曾擔任尼爾森商務媒體電影公司（Nielsen Business Media's Film）及演藝小組的高級副總裁及董事總經理，以及在此之前，米卡曾作為《綜藝雜誌》的副總裁兼董事總經理，他負責《荷里活報道》的銷售，市場營銷及社論，以及該品牌的輔助產品、活動、許可業務和合作夥伴關係。
2007年6月，前Netflix廣告銷售副總裁及里德商業媒體25年的老將露絲·愛因斯坦（Rose Einstein），被任命為新開設的副總裁及副出版人，負責監督著《荷里活報道》的所有銷售和業務發展。她於2009年6月離開該職位，而米卡於2010年初離開《荷里活報道》。2007年7月，《荷里活報道》任命了伊莉莎白·蓋德為新任總編輯，她在《綜藝雜誌》擔任執行編輯，具有18年的經驗，蓋德需要對《荷里活報道》每日和每周版本，以及數碼內容的編輯視角、策略方向及行政會議負責，蓋德於2010年初離開《荷里活報道》。
2010年4月，洛里·伯吉斯（Lori Burgess）被任命為發行人。伯吉斯自2008年10月以來就是《OK!》雜誌的出版人。米迦勒·阿佩思（Michaela Apruzzese）在2010年5月被任命為娛樂聯合發行人。阿佩思之前曾擔任《洛杉磯時報》媒體組的電影廣告總監。2010年5月，珍妮絲·閔被任命為編輯總監。2014年1月，她被提升為總裁／首席創意人員，對《荷里活報道》的姊妹品牌《告示牌》進行額外監督。前副總裁兼副發行人的琳恩·西格爾（Lynne Segall），於2011年6月被任命為發行人兼高級副總裁。
2017年2月，閔宣布辭去董事長兼首席創意人員一職，退下監督《荷里活報道》和《告示牌》，在母公司中擔任新職務。同時，該公司宣布長期執行編輯馬修·貝洛尼（Matthew Belloni）將接任成為編輯總監。

## 版本

### 實體列印版本
《荷里活報道》周刊的實體列印版本包括了簡要概述、原始攝影作品和娛樂人物訪談；有關即將發布的主要版本及產品的文章；影評及電影節預覽；娛樂業內最新的交易報導、電視收視率、票房數字，及分析全球娛樂業務的趨勢和指標；首映禮及其他紅毯活動的照片文章和報告；還有荷里活時尚和生活方式的最新消息。

### 網上版本
《荷里活報道》於1980年代後期推出了簡陋的「人造衞星（satellite）」數碼版，1995年它成為首個以網站形式運作的娛樂日報。最初，該網站提供免費的新聞簡報，並以防火牆的形式覆蓋了付費服務。在後來的幾年中，該網站基本上免費閱覽，因為它越來越依賴於廣告銷售商戶而非依賴於訂閱用戶。當其競爭對手《綜藝》於1998年製作網上版本時，它經已進行了重新設計。2002年，《荷里活報道》網站的營商新聞贏得潔西·H·尼爾獎（Jesse H. Neal Award）。2013年11月，《荷里活報道》推出了時尚網站「Pret-a-Reporter」。
《荷里活報道》的網站THR.com於2010年重新推出，當中提供了娛樂新聞、評論和博客；原始的視頻內容（以及電影及電視剪輯）和照片庫；以及深入的電影、電視、音樂、頒獎禮，時尚、科技和商業報導。截至2013年8月，Comscore測量該網站每月有1,200萬名獨立訪客瀏覽該網站。

## 編輯與記者
《荷里活報道》大約有150名員工。除了聘請埃里克·米卡（Eric Mika）、露絲·愛因斯坦（Rose Eintstein）及伊麗莎白·吉德伯（Elizabeth Guider）以外，在2007年聘用了以下職員：
- 該報專業版的國家版編輯：托德·坎寧安（Todd Cunningham），《洛杉磯商業雜誌（英语：Los Angeles Business Journal）》的前執行編輯助理。
- 駐紐約的高級作家史提芬·澤伊奇克（Steven Zeitchik），為該報的專業版提供新聞分析和特點。
- 梅利莎·格雷戈（Melissa Grego），《HollywoodReporter.com》的編輯，她是《每周電視（英语：TV Week）》的前主編。
- 喬納森·蘭德雷斯（Jonathan Landreth），作為新任亞洲區分社之首，此外還有13位亞洲區的新作者。

然而，人員編制水平於2008年又開始下降。同年4月，尼爾森商業媒體公司淘汰了《荷里活報道》及包括《Adweek》、《Brandweek》、《Editor & Publisher》和《Mediaweek》在內約40至50名編輯人員職位。同年12月，在該報裡又削減了另外12個編輯職位。此外，在線部門於2008年的營業額大幅增長：「THR.com」編輯梅麗莎·格雷戈（Melissa Grego）於該年的7月離任，成為《廣播與有線電視》的執行編輯及隨著該雜誌的前任執行編輯史葛·麥金（Scott McKim）離任後，成為伊利諾伊州諾克斯學院的新任媒體經理。隨著娛樂業整體萎縮，「荷里活電影製片廠今年從美國電影協會的預算中削減超過$2,000萬美元。結果員工和計劃的削減方案，預期六個工作室和宣傳小組的交易範圍與規模遭永久地縮減。」
隨著2008年末迅速增長的經濟艱難時期，《荷里活報道》工作人員的名字列於今天悲劇性的放血名單中，他們的員工配備被進一步削減。「交易不僅稀少，但在這個假日節慶中只發行了19天。電影版作者萊斯利·西蒙斯（Leslie Simmons）、嘉露琳·賈迪娜（Carolyn Giardina）、格雷格·高斯坦（Gregg Goldstein），加上電視評論員巴里·加倫（Barry Garron）及電視記者金柏莉·諾迪克（Kimberly Nordyke），還包括紐約特刊編輯蘭迪·當·科恩（Randee Dawn Cohen）、執行編輯哈雷·隆德（Harley Lond）及國際部門編輯海·霍林格（Hy Hollinger），加上那些從標頭切碎的丹·伊文斯（Dan Evans）、萊斯利·戈德堡（Lesley Goldberg）、蜜雪兒·貝拉斯基（Michelle Belaski）及詹姆斯·岡薩雷斯（James Gonzalez）。」
當珍妮絲·閔和洛里·伯吉斯（Lori Burgess）於2010年加入公司時，編輯和銷售人員分別增加了近50％。閔聘請了娛樂界的不同的知名記者，最著名的是《綜藝》的影評人陶德·麥卡錫，在他於2010年3月從《綜藝》中解僱後，還有NPR的金大師（Kim Masters）、《三藩市紀事報》的添·古德曼（Tim Goodman）、《福布斯》的莉絲·羅斯（Lacey Rose）和《綜藝》的帕米拉·麥克林托克（Pamela McClintock）。

## 競爭與訴訟
《綜藝》於1905年在紐約市成立，作為每週貿易報章，最初涵蓋歌舞雜耍表演、叮砰巷，及該城市的劇場區。
1932年，《綜藝》控告《荷里活報道》抄襲，指控《荷里活報道》透過打電話或把訊息回傳的方式來抄襲《綜藝》在紐約於周二的發行，以便《荷里活報道》可以比較《綜藝》早於三天後的周五就能把資料發布出去，並要求賠償$$46,500美元。後來於1933年，《綜藝》開展了其荷里活版本的日報—《每日綜藝》，其報導涵蓋了電影界的消息。
從1988年到2014年，《每日綜藝》和《荷里活報道》都設於奇蹟一英里的威爾希爾大道。2007年3月，《荷里活報導》超越了《每日綜藝》，實現在所有娛樂節目中獲得了最大的總發行量。
2011年，潘思基媒體公司旗下的《Deadline Hollywood》起訴《荷里活報道》侵犯版權，索賠超過$500萬美元。《荷里活報道》的母公司於2013年解決了該次訴訟。根據《華爾街日報》的報導，「在荷里活，這場訴訟被廣泛視為讀者與廣告費苦戰的代表...雙方同意部分閱讀的聲明：『普羅米修斯承認《荷里活報道》從潘思基媒體公司的網站www.tvline.com中複製源代碼；普羅米修斯與《荷里活報道》已向潘思基媒體公司致歉。』」
《荷里活報道》及由媒體集團（Questex Media Group）的家庭娛樂行業出版物《家庭媒體雜誌》保持了業務聯繫，它使《荷里活報道》進入了家庭娛樂行業，而《綜藝》的前姐妹出版物《里德》擁有的「視頻業務」也同樣享有這種優勢。

## 現狀和遺產
《荷里活報道》於日落大道的同一個辦公室出版了超過半世紀，其總部在洛杉磯的威爾希爾中段地區。
《荷里活報道》贊助並主持了許多重大的娛樂業活動和頒獎典禮活動。它在2012年舉辦了13場此類的活動，其中包括公布業內最具影響力女性100強名單的《娛樂早餐中的女性（Women in Entertainment Breakfast）》；用於娛樂廣告和傳播方面成就的《關鍵藝術獎》；具影響力律師早餐會（Power Lawyers Breakfast）；該行業的50名上位最快的明星，以及35歲以下的高級管理人員的《新世代頒獎禮》；《提名人之夜》；以及25名最具影響力造型師的午宴。

### 頒獎禮季節
娛樂業界的各個獎項都得到《荷里活報道》的廣泛報導，包括了印刷版和在線版。該雜誌剖析了競爭者的優勢，並分析提名和獲勝對商業業務的影響，從而妨礙了所有競賽。《荷里活報道》的分析師史葛·范伯格（Scott Feinberg）分析及預測了《艾美獎》及《奧斯卡金像獎》的競賽（他的周刊《范伯格預測》從八月下旬出版，直至奧斯卡金像獎的播映為止）。
《荷里活報道》還分別在各個頒獎禮季節推出印刷的特別版，例如是年度奧斯卡及艾美獎的發行。「THR.com」設有一個報導頒獎禮獎項的博客《The Race》，其中包括一個專門用於報導奧斯卡金像獎的應用程序《奧斯卡競賽（Race to the Oscars）》，該應用程式適用於iPhone及Android平台。

## 外部連結
- 官方网站